# Basse-Allaine
Basse-Allaine (toponimo francese) è un comune svizzero di 1 230 abitanti del Canton Giura, nel distretto di Porrentruy.

## Storia
Il comune di Basse-Allaine è stato istituito il 1º gennaio 2009 con la fusione dei comuni soppressi di Buix, Courtemaîche e Montignez; capoluogo comunale è Courtemaîche.

## Società

### Evoluzione demografica
L'evoluzione demografica è riportata nella seguente tabella:
Abitanti censiti

## Geografia antropica

### Frazioni
Le frazioni di Basse-Allaine sono:
- Buix[4]
  - Le Maira
- Courtemaîche[5]
- Montignez[6]
  - Grandgourt[7]

## Infrastrutture e trasporti

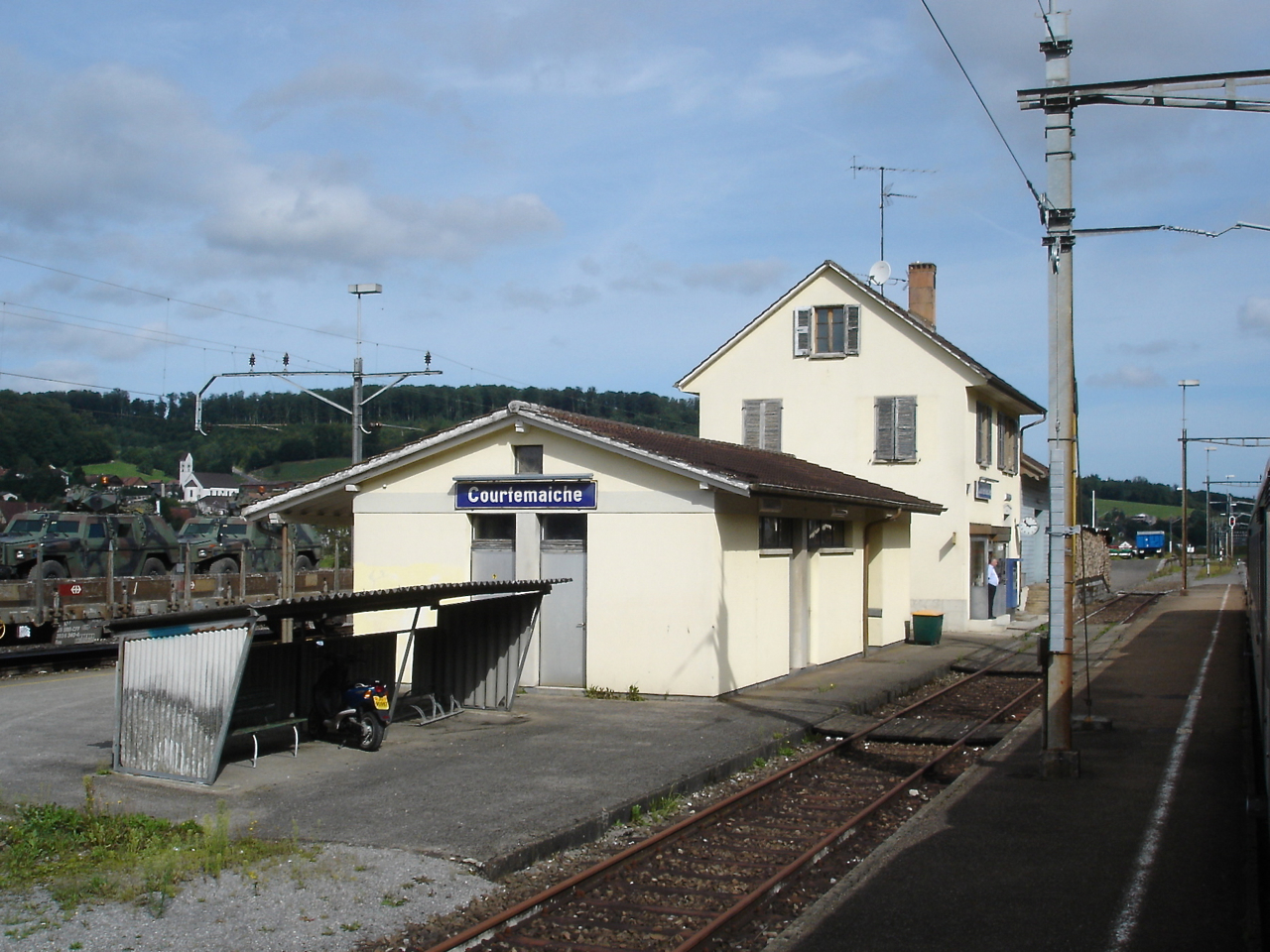
La stazione di Courtemaîche

Basse-Allaine è servito dalla stazione di Courtemaîche sulla ferrovia Delémont-Delle.

## Amministrazione
Comune politico e comune patriziale sono uniti nella forma del commune mixte.